# 듀얼디스크

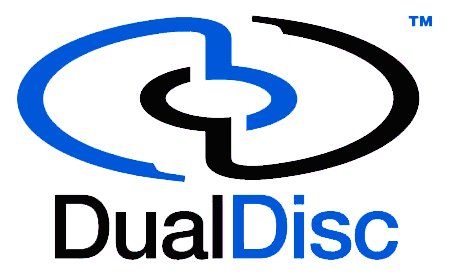

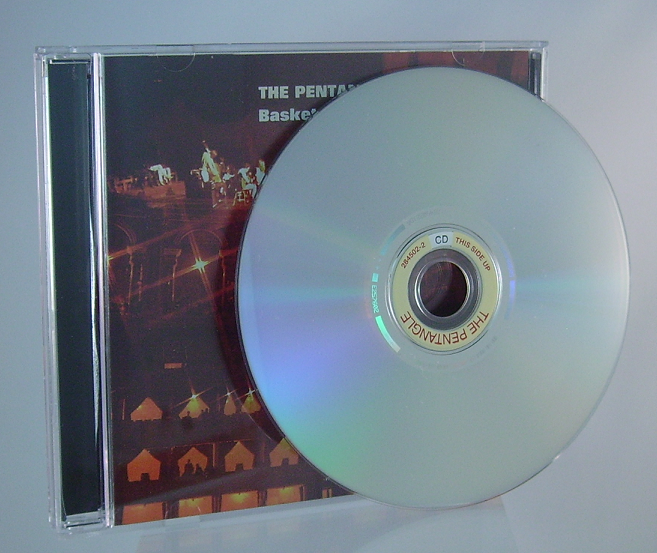

듀얼디스크(DualDisc)는 MJJ 프로덕션(MJJ Productions Inc.), EMI 뮤직, 유니버설 뮤직 그룹, 소니 BMG 뮤직 엔터테인먼트, 워너 뮤직 그룹 및 5.1 엔터테인먼트 그룹을 포함한 음반사 그룹이 개발한 일종의 양면 광 디스크 제품이다. 미국 음반 산업 협회(RIAA) 소속이다. 한쪽에는 CD 플레이어와 호환되도록 설계된 오디오 레이어(그러나 레드북 CD 사양을 충족하기에는 너무 얇음)가 있고 다른 한쪽에는 표준 DVD 레이어가 있다. 이러한 점에서 이는 디터 더크스(Dieter Dierks)가 유럽에서 개발하고 유럽 특허로 보호되는 DVDplus와 유사하지만 다르다.
듀얼디스크는 제품을 개발한 동일한 5개 음반 회사가 실시한 마케팅 테스트의 일환으로 2004년 3월 미국에서 처음 등장했다. 테스트에는 매사추세츠주 보스턴과 워싱턴주 시애틀 시장의 제한된 수의 소매업체에 출시된 13개 타이틀이 포함되었다. 테스트 제목에 포함된 설문 조사 응답자의 82%가 듀얼디스크가 기대치를 충족하거나 초과했다고 답한 후 테스트 마케팅은 성공한 것으로 간주되었다. 또한 응답자의 90%가 친구에게 듀얼디스크를 추천하겠다고 답했다. 그러나 특히 SACD 및 DVD-A 디스크와 같은 경쟁 형식과의 경쟁으로 인해 향후 3년 동안 판매량이 급감했다.
듀얼디스크 타이틀은 2005년 2월 미국 전역의 소매점에 대량 출시되었지만 일부 타이틀은 2004년 11월 초에 출시되었다. 녹음 업계에서는 2005년 말까지 거의 200개의 듀얼디스크 타이틀을 판매했으며 200만 개 이상이 그 해 중반 판매되었다.

## 같이 보기
- 하이 피델리티 퓨어 오디오
- 슈퍼 오디오 CD